# بوكسر ناقلة جنود مدرعة
البوكسر (بالألمانية: GTK Boxer) نافلة جنود مدرعة متعددة المهام ألمانية- هولندية الصنع صممت لتنجز مجموعة متعددة من المهام القتالية باستخدام أنواع متعددة من المركبات. وقد صنعت المركبة بواسطة شركة (أرتيك المحدودة) ومقرها مدينة ميونخ الألمانية.

## تاريخ الإنتاج

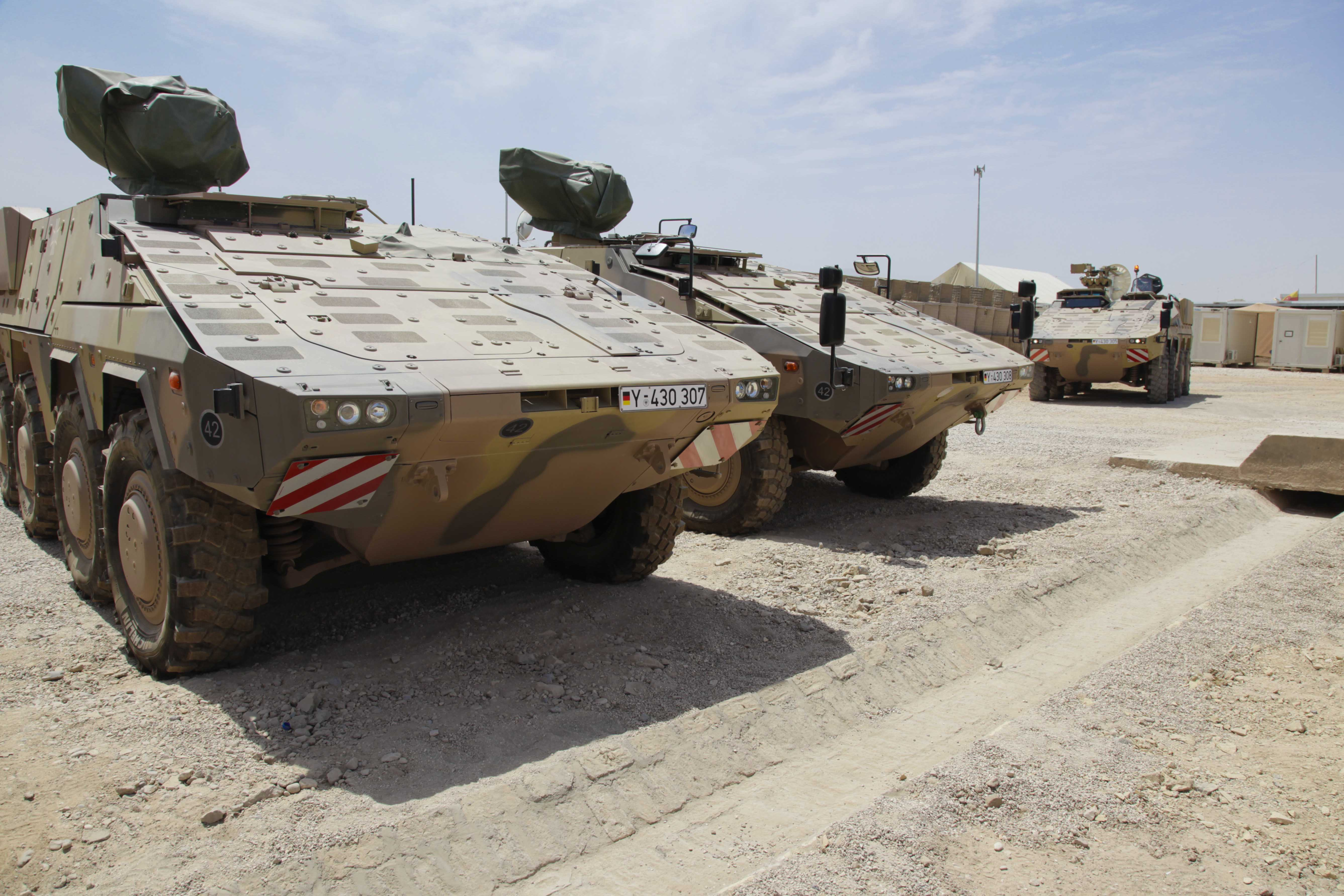
بوكسر في مزار الشريف, أفغانستان عام 2011

البوكسر مشروع اوربي مشترك لانتاج الجيل الجديد من المركبات المدرعة. والمشروع بدأ اصلا كمشروع مشرك بين ألمانيا والمملكة المتحدة وفرنسا، لكن فرنسا انسحبت من المشروع عام 1999 لتنتج مركبتها الخاصة، وفي عام 2001 وقعت هولندا مذكرة تفاهم لتنضم للمشروع، وفي العام 2003 ومع بداية حرب العراق انسحبت بريطانيا من المشروع. وتسلمت ألمانيا التسخة التجريبية الأولى عام 2002 وخضعت للتقييم الاختباري في ألمانيا لكن التغييرات في التصميم والمشاكل السياسية اجلت الإنتاج إلى عام 2008 .
طلبت هولندا 400 مدرعة لاستبدال مدرعاتها المجنزرة (ام 577)وهي أحد أنواع إم-113 ومدرعتها المدولبة نوع (YPR-765) في الجيش الملكي الهولندي.بينما طلبت ألمانيا 600 مدرعة لاستبدال مدرعاته المدولبة نوع (فوكس) والمجنزرة نوع إم-113 وذلك في العام 2006, واستلمت وزارة الدفاع ألمانية أول مدرعاتها رسميا في 23 ايلول / سبتمبر 2009
.

## التصميم
البوكسر مدرعة مدولبة بثماني عجلات تجعل معظم المدرعات المنافسة تبدو اصغر واقل شأنا. بحجمها البالغ 30 طن هي أثقل ب عشرة اطنان من كثير من المدرعات التي تلعب نفس الدور. وتتصف مدرعة البوكسر المدرعة بميزة فريدة وهي ان مقصورة الركاب المخصصة لحمل الجنود والتي تقع خلف مقصورة السائق تكون على شكل خلية مستقلة عن بدن المدرعة بحيث يمكن فكها وشدها خلال ساعة واحدة واستبداها بمقصورة أخرى كان تكون مقصورة الإسعاف أو مقصورة الهاون..... الخ. وهذا يمكن المدرعة الواحدة من تنفيذ مختلف المهام بمرونة قصوى وتثبت هذه المقصورات إلى بدن المدرعة باستخدام براغي التثبيت.
وتعمل البوكسر بمحرك (MTU) ديزل، وهذا المحرك مطور من محرك ميرسيدس - بنز أو ام 500 , ويولد (700 حصان)وهي قدرة كبيرة ولاشك حيث ان محرك المدرعة ال سترايكر الأمريكية يولد نصف هذه القدرة أي (350) حصان بينما يولد محرك بي تي أر-90 الروسية 510 حصان.

## نماذج المهام المعروفة
- ناقلة جنود مدرعة
- مدرعة مشاة قتالية
- هاون 120 ملم
- مدرعة قيادة
- اسعاف
- نقل
- مدرعة اصلاح وسحب
- منصة محمولة للصواريخ المضادة للطائرات
- نوع مزود ببرج مدفعي [5]

واغلب مدرعات البوكسر تزود ببرج يعمل بالتحكم عن بعد نوع (FLW 200).

## الحماية
هيكل البوكسر مصنوع من الفولاذ القاسي يضاف اليه درع مصنوع من خليط من السيراميك. وصنعت ارضية المركبة بدرع ثلاثي الطبقات مما يوفر حماية قصوى ضد الالغام المضادة للدروع ويتحمل القوس الامامي للمدرعة نيران عيار 30 ملم بينما باقي هيكل المدرعة نيران عيار 12,7 ملم، ويمكن استبدال صفائح الدروع التالفة بسهولة في الظروف الميدانية، وتصدر هذه المدرعة اشارات صوتية ورادارية منخفضة مما يجعلها صعبة الاكتشاف.

## الانواع
- مركبة القيادة (Boxer Command Post) وتعرف اختصارا ب (Boxer CP) وهذا النوع من المدرعات مجهز للقيادة والاتصالات ومزود باجهزة اللاسلكي المؤمن واجهزة الاتصال بالانترنيت مع توفير درجة عالية من الحماية للمركبة للحماية من الالغام الارضية والحماية من العيارات النارية حتى عيار 14.5 ملم وشظايا القصف المدفعي.[6]
- بوكسر اسعاف (Boxer AMB)
- بوكسر هندسية (boxer GNGP)وتستخدم لنقل المهندسين ومعداتهم إلى ارض المعركة. هذا النوع يمكن وحدات الهندسة العسكرية من تنفيذ مهامهم التكتيكية بصورة صحيحية وتحت الحماية وبوقت مناسب. ويتسع هذا النوع من البوكسر ل ستة جنود مع معداتهم مع مخزن اضافي للذخيرة ويستخدم هذا النوع لتقديم الدعم للمدرعات الأخرى كما يستخدم في مهام ازالة الالغام والعبوات الناسفة.[7]
- بوكسر حمل (Boxer Cargo) هذا النوع مجهز بارضية خاصة لتأمين الحمولات اثناء عملية النقل ويمكن ان تحمل رزمتان من الاسلحة زنة الواحدة 1 طن وقد صمم داخل هذه المركبة ليسمح بانواع متعددة من المهام، ويمكن طوي المقاعد داخل مقصورة النقل في اوقات السلم أو مهام حفظ السلام.

- بوكسر تدريب (Boxer DTV)

## اقرأ أيضا
- ناقلة جنود مدرعة
- إم117
- سترايكر ناقلة جنود مدرعة
- مجموعة القيادة